# Italienische Fußballmeisterschaft 1900
Die Italienische Fußballmeisterschaft 1900 war die dritte italienische Fußballmeisterschaft, die von der Federazione Italiana Giuoco Calcio (FIGC) ausgetragen wurde.

## Organisation
Vom 4. März bis zum 8. April 1900 fanden die regionalen Ausscheidungsspiele für das Finale statt. Das Halbfinale wurde am 15. April 1900 ausgetragen. Am 22. April 1900 trafen im Finale der FC Torinese und Titelverteidiger CFC Genua in Turin aufeinander, obwohl laut den Turnierregeln der Titelverteidiger Heimrecht hatte. Jedoch hatte der italienische Verband mit Sitz in Turin sich umentschieden, weshalb der CFC Genua zunächst seine Teilnahme zurückzog. Der Verband bot den Genuesen eine Reiseentschädigung von 150 Lire an, woraufhin sie jedoch weiterhin ablehnten. Letztlich reisten sie trotzdem an und setzten sich in der Verlängerung mit 3:1 durch. Damit wurde der Verein zum dritten Mal in Folge italienischer Meister, so dass die damalige Trophäe die Coppa Duca degli Abruzzi dauerhaft in den Besitz der Genueser überging. Der Spieler Dan Fawcus stiftete daraufhin die Fawcus-Trophäe, die von nun an an den Meister vergeben wurde.

## Teilnehmer
Mit dem AC Mailand nahm erstmals ein Verein aus der Lombardei teil, zudem nahm auch der heutige Rekordmeister Juventus Turin teil.
- CFC Genua
- SG Sampierdarenese
- Football Club Torinese
- Juventus Turin
- Reale Società Ginnastica Torino
- AC Mailand

## Resultate

### Ausscheidungsrunde

#### Piemont
Alle Spiele wurden auf dem Campo di Piazza d’armi in Turin ausgetragen.
|                   | Ergebnis |                   |
| ----------------- | -------- | ----------------- |
| FC Torinese       | 3:1      | Ginnastica Torino |
| Juventus Turin    | 0:1      | FC Torinese       |
| Ginnastica Torino | 0:2      | Juventus Turin    |
| Ginnastica Torino | 0:2      | FC Torinese       |
| Juventus Turin    | 2:0      | Ginnastica Torino |
| FC Torinese       | 2:1      | Juventus Turin    |

Tabelle
| Pl. | Verein            | Sp. | S | U | N | Tore    | Punkte |
| --- | ----------------- | --- | - | - | - | ------- | ------ |
| 1.  | FC Torinese       | 4   | 4 | 0 | 0 | 008:200 | 08:0   |
| 2.  | Juventus Turin    | 4   | 2 | 0 | 2 | 005:300 | 04:40  |
| 3.  | Ginnastica Torino | 4   | 0 | 0 | 4 | 001:900 | 0:80   |

Der FC Torinese qualifizierte sich als Tabellenerster für das Halbfinale.

#### Ligurien
Da der Titelverteidiger eigentlich für das Finale gesetzt war, hatte dieses Ausscheidungsspiel eher freundschaftlichen Charakter.
|           | Ergebnis |                    |
| --------- | -------- | ------------------ |
| CFC Genua | 7:0      | SG Sampierdarenese |

#### Lombardei
Der AC Mailand qualifizierte sich als einziger Teilnehmer aus der Lombardei direkt für das Halbfinale.

### Halbfinale
|             | Ergebnis |            |
| ----------- | -------- | ---------- |
| FC Torinese | 3:0      | AC Mailand |

Durch den 3:0-Erfolg qualifizierte sich der FC Torinese für das Finale.

### Finale
|             | Ergebnis  |           |
| ----------- | --------- | --------- |
| FC Torinese | 1:3 n. V. | CFC Genua |

## Meister
Damit wurde CFC Genua zum dritten Mal in Folge italienischer Meister.
| Meister   |
| CFC Genua |

### Meistermannschaft
| Tor: - James Richardson Spensley Abwehr: - Paolo Rossi - Fausto Ghigliotti Mittelfeld: - Henri Dapples - Edoardo Pasteur I - Howard Passadoro | Angriff: - Hermann Hurni - Giovanni Bocciardo - Ettore Ghiglione - Joseph William Agar - George Fawcus Ersatz: - Aristide Parodi - Ernesto De Galleani - Enrico Pasteur II | Spielertrainer: - James Richardson Spensley |

## Torschützen
Die Torschützen sind ohne Tore aus der regionalen Ausscheidungsrunde aufgeführt.
| Pl. | Name                | Verein      | Tore |
| --- | ------------------- | ----------- | ---- |
| 1   | Edoardo Bosio       | FC Torinese | 3    |
| 2   | Joseph William Agar | CFC Genua   | 1    |
| 2   | Giovanni Bocciardo  | CFC Genua   | 1    |
| 2   | Hermann Hurni       | CFC Genua   | 1    |
| 2   | Albert Weber        | FC Torinese | 1    |